# Naomi Kawase
Naomi Kawase (河瀬 直美?, Kawase Naomi; Nara, 30 maggio 1969) è una regista, sceneggiatrice, montatrice, direttrice della fotografia e produttrice cinematografica giapponese.

## Carriera
Durante l'infanzia, Naomi Kawase fu abbandonata dai genitori e affidata ai nonni materni. Studiò fotografia alla Ōsaka School of Photography, dove si laureò nel 1989. Successivamente vi insegnò per quattro anni.
Tra il 1988 e il 1997 girò alcuni cortometraggi, mediometraggi e documentari autobiografici. Il suo primo lungometraggio fu il dramma Moe no suzaku, diretto nel 1997, che vinse la Caméra d'or al 50º Festival di Cannes. Nel 2007 diresse Mogari No Mori, che vinse il Grand Prix Speciale della Giuria al 60º Festival di Cannes. Viene scelta come membro della giuria per i film in concorso al Festival di Cannes 2013.

## Estetica e stile
Le tematiche principali presenti nelle opere di Naomi Kawase sono la continua ricerca, di rimando autobiografico, di un parente da parte dei protagonisti e il rapporto fra questi e la natura delle aree rurali del Giappone contemporaneo. I suoi cortometraggi, lungometraggi e documentari sono una sorta di videodiario, in cui l'autrice presenta le sue vere fotografie e ripete con insistenza il proprio nome.

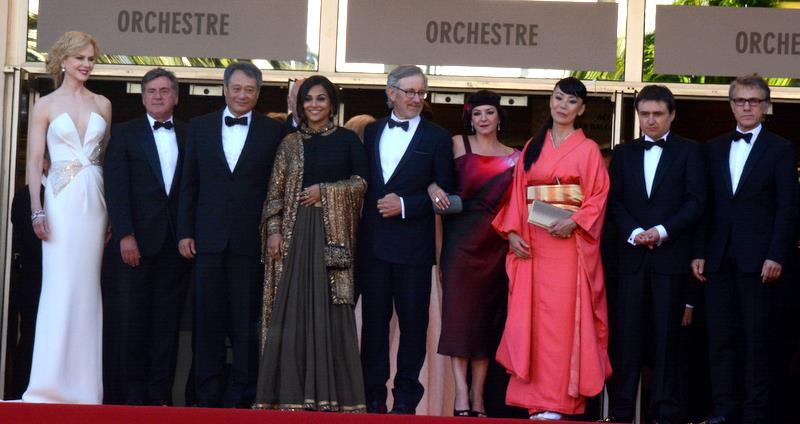
La Kawase, in kimono rosso, tra gli altri membri della giuria al Festival di Cannes 2013

## Filmografia

### Cortometraggi
- Watashi wa kyomi wo motta mono wo okiku fix de kiritoru (1988)
- My J-W-F (1988)
- Watashi ga iki to kakawatte ikō to suru jibutsu no gutaika (1988)
- Papa no sofuto kuriimu (1988)
- Tatta hitori no kazoku (1989)
- Ima (1989)
- Chiisana okisa (1989)
- Megamitachi no pan (1990)
- Kōfuku modoki (1991)
- Ten mitake (1995)
- Kaze no kyoku-1995.12.26 Shibuya ni te (1995)
- Kage (2004)
- Tarachime (2006)
- Sakura nagashi (2012); videoclip
- Seed (2016)

### Mediometraggi e documentari
- Ni tsutsumarete (1992)
- Shiroi tsuki (1993)
- Katatsumori (1994)
- Utsushiyo (1996)
- Somaudo monogatari (1998)
- Tayutau ni kokyō- Hitorigurashi wo hajimete, sannenme no aki ni (1999)
- Mangekyo (1999)
- Kyakarabaa (2001)
- Tsuioku no dansu (2002)

### Lungometraggi
- Moe no suzaku (1997)
- Hotaru (2000)
- Sharasôju (2003)
- Mogari No Mori (2007)
- Nanayomachi (2008)
- Hanezu no tsuki (2011)
- Still The Water (2014)
- Le ricette della signora Toku (An) (2015)
- Hikari (2017)
- Vision (2018)
- True Mothers (Asa ga kuru) (2020)

## Riconoscimenti
- Festival di Cannes
  - 1997 – Caméra d'or per Moe no suzaku
  - 2007 – Grand Prix Speciale della Giuria per Mogari No Mori
  - 2017 – Premio della Giuria Ecumenica per Hikari
- International Film Festival Rotterdam
  - 1997 – Premio FIPRESCI per Moe no suzaku
- Locarno Film Festival
  - 2000 – Premio FIPRESCI per Hotaru
  - 2000 – Premio C.I.C.A.E. per Hotaru
  - 2006 – Menzione speciale Cineasti del presente per Tarachime
- Semana Internacional de Cine de Valladolid
  - 2015 – Premio per il miglior regista per Le ricette della signora Toku